# DGQ-20
『DGQ-20』は1996年にアメリカのミュージシャン、デビッド・グリスマンが結成したバンド、デビッド・グリスマン・クインテットによってリリースされたコンピレーション・アルバム。 3枚組のCDには1976年から1996年にかけて製作された39曲が収められており、その内の18曲は初めてのリリースとなる。レコーディングにはトニー・ライス、ベラ・フレック、サム・ブッシュ、マーク・オコナー、ステファン・グラッペリなどが参加している。
アルバムには、ライブレコーディングとスタジオレコーディングの両方が収められている。また、スヴェンド・アスムッセン、ジェスロ・バーンズ、バッサー・クレメンツなどとのコラボレーション曲も収録。古いアメリカン・ポップ、ジャズ、クレズマー、ラテン、フォーク、ブルーグラス、クラシックなど様々なジャンルに渡る。

## トラック

### ディスク1(1976年-1981年)
1. Introductions
2. Cedar Hill (Grisman)
3. Theme From Capone (Grisman)
4. Dawg Patch (Grisman)
5. Spain (Chick Corea, Rodrigo)
6. Shasta Bull (Grisman)
7. Tipsy Gipsy (Grisman)
8. Waiting On Vassar (Grisman)
9. Key Signator (Darol Anger)
10. Dawgma (Grisman)
11. Swing '39 (Stephane Grappelli, Django Reinhardt)
12. Ricochet (Grisman, Somers)
13. Pickin' In The Wind (Mark O'Connor)
14. Because (John Lennon/Paul McCartney)
15. Flatbush Waltz/Opus 57 (Andy Statman, David Grisman)
16. Albuquerque Turkey (Grisman)
17. Mondo Mando (Grisman)

### ディスク2(1982年-1988)
1. God Rest Ye Merry, Gentlemen (trad.)
2. Dawg Funk (Grisman)
3. Dawgy Mountain Breakdown (Grisman)
4. Free Dawg Night (Grisman)
5. Syeeda's Song Flute (Coltrane)
6. Lonesome Moonlight Waltz (Bill Monroe)
7. Steppin' With Stephane (Grisman)
8. Newmonia (Grisman)
9. Prelude in C minor (Frédéric Chopin)
10. Latin Lover (Vandellos)
11. Sativa (Grisman)

### ディスク3(1989-1996)
1. Svingin' With Svend (Grisman)
2. Opus 38 (Grisman)
3. Telluride (Grisman)
4. EMD (Grisman)
5. Blue Midnight (Grisman)
6. Jazzin' With Jazzbeaux (Collins, Grisman)
7. Rattlesnake (Grisman)
8. Dawgnation (Grisman)
9. 16/16 (Grisman)
10. Dawgology (Greene, Grisman)
11. Shalom Aleichem (trad.)

## 参加アーティスト
- デビッド・グリスマン - ギター –マンドリン、マンドラ
- エンリケ・コリア - ギター
- マット・イークル - フルート
- ジム・カーウィン - ベース
- ジョー・クレイブン - パーカッション、バイオリン

【その他】
- ノートン・バッファロー（英語版） - ハーモニカ
- Jim Buchanan -マンドリン、バイオリン
- ハル・ブレイン - パーカッション
- マイク・マーシャル - ギター、マンドリン、バイオリン
- Dmitri Vandellos、ジェリー・ガルシア - ギター
- Rick Montogomery, John Sholle –ギター
- Kronos Quartet - 弦楽器
- John Carlini、トニー・ライス、Diz Disley - ギター
- ステファン・グラッペリ、マット・グレイザー - バイオリン
- マーク・オコナー - バイオリン、ギター、マンドリン
- バッサー・クレメンツ、スヴェンド・アスムッセン（英語版） -　バイオリン
- ダロル・アンガー - バイオリン、マンドリン
- Bill Amatneek、Todd Philips - ベース
- ロブ・ワッサーマン, Ray Brown - ベース
- ジェスロ・バーンズ（英語版） - マンドリン
- Eric Silver - バンジョー
- Al"Jazzbeaux"Collins - ボーカル